# Средняя линия
Средняя линия фигур в планиметрии — отрезок, соединяющий середины двух сторон данной фигуры. Понятие употребляется для следующих фигур: треугольник, четырёхугольник, трапеция. 

## Средняя линия треугольника

Средняя линия треугольника

Средняя линия треугольника — отрезок в треугольнике, соединяющий середины двух сторон этого треугольника.

### Свойства
- средняя линия треугольника параллельна одной из его сторон[2];
- средняя линия треугольника равна половине стороне, параллельной ей;
- средняя линия отсекает треугольник, подобный и гомететичный исходному с коэффициентом 1/2; его площадь равна одной четвёртой площади исходного треугольника.
- три средние линии делят исходный треугольник на четыре равных треугольника. Центральный из этих треугольников называется дополнительным или серединным треугольником.
- Если из двух вершин треугольника провести сразу две пары биссектрис (две внутренние и две внешние), а затем на четыре полученные  биссектрисы ортогонально спроектировать третью вершину, тогда полученные четыре точки проекций вершины на биссектрисы будут лежать на одной прямой (коллинеарными)[3]. Эта прямая является средней линией треугольника, параллельной той стороне, концами которой являются упомянутые выше две вершины. Точнее, часть этой средней линии оказывается её продолжением за пределы треугольника.

### Признаки
- Если отрезок в треугольнике проходит через середину одной из его сторон, пересекает вторую и параллелен третьей, то этот отрезок — средняя линия.

## Средняя линия четырёхугольника
Средняя линия четырёхугольника — отрезок, соединяющий середины противолежащих сторон четырёхугольника.

### Свойства
Первая линия соединяет 2 противоположные стороны.
Вторая соединяет 2 другие противоположные стороны.
- Если в выпуклом четырёхугольнике средняя линия образует равные углы с диагоналями четырёхугольника, то диагонали равны.
- Длина средней линии четырёхугольника меньше полусуммы двух других сторон или равна ей, если эти стороны параллельны, и только в этом случае.
- Середины сторон произвольного четырёхугольника — вершины параллелограмма. Его площадь равна половине площади четырёхугольника, а его центр лежит на точке пересечения средних линий. Этот параллелограмм называется параллелограммом Вариньона;
- Последний пункт означает следующее: В выпуклом четырёхугольнике можно провести четыре средние линии второго рода. Средние линии второго рода — четыре отрезка внутри четырёхугольника, проходящие через середины его смежных сторон параллельно диагоналям. Четыре средние линии второго рода выпуклого четырёхугольника разрезают его на четыре треугольника и один центральный четырёхугольник. Этот центральный четырёхугольник является параллелограммом Вариньона.
- Точка пересечения средних линий четырёхугольника является их общей серединой и делит пополам отрезок, соединяющий середины диагоналей. Кроме того, она является центроидом вершин четырёхугольника.
- В произвольном четырёхугольнике вектор средней линии равен полусумме векторов оснований.

## Средняя линия трапеции

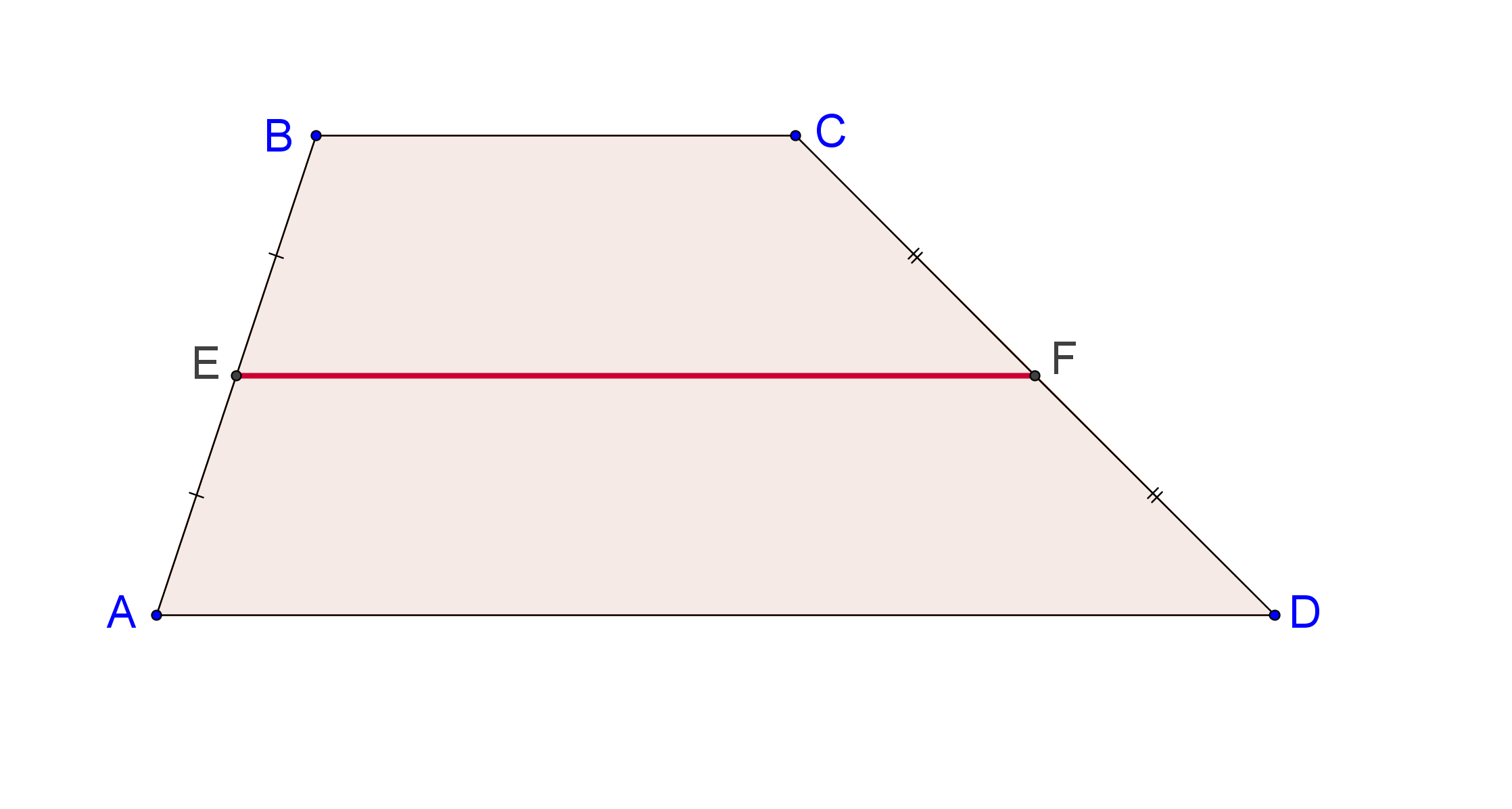
Средняя линия трапеции

Средняя линия трапеции — отрезок в трапеции, соединяющий середины боковых сторон этой трапеции. Отрезок, соединяющий середины оснований трапеции, называют второй средней линией трапеции.
Она рассчитывается по формуле: {\displaystyle EF={\frac {AD+BC}{2}}}, где AD и BC — основания трапеции.

### Свойства
- средняя линия параллельна основаниям;
- средняя линия равна полусумме оснований;
- средняя линия разбивает фигуру на две трапеции, площади которых соотносятся как  Архивная копия от 12 августа 2017 на Wayback Machine

{\displaystyle {\frac {S_{1}}{S_{2}}}={\frac {3\,BC+AD}{BC+3\,AD}}}